# Per-Henrik Croona
Per-Henrik Croona (* 4. Juli 1977) ist ein schwedischer Badmintonspieler. 

## Karriere
Per-Henrik Croona gewann nach drei Juniorentiteln in Schweden 2003 die Norwegian International. Im gleichen Jahr nahm er auch an der Badminton-Weltmeisterschaft teil. 2004 siegte er bei den Czech International. 2008 wurde er schwedischer Meister im Mixed.

## Sportliche Erfolge
| Saison    | Veranstaltung                     | Disziplin    | Platz | Name                                                              |
| --------- | --------------------------------- | ------------ | ----- | ----------------------------------------------------------------- |
| 1997/1998 | Schweden: Einzelmeisterschaft U22 | Herreneinzel | 1     | Per-Henrik Croona (Uppsala KFUM)                                  |
| 1997/1998 | Schweden: Einzelmeisterschaft U22 | Herrendoppel | 1     | Per-Henrik Croona / Marcus Leijonberg (Uppsala KFUM / Wätterstad) |
| 1998/1999 | Schweden: Einzelmeisterschaft U22 | Herreneinzel | 1     | Per-Henrik Croona (Uppsala KFUM)                                  |
| 2003      | Weltmeisterschaft                 | Herreneinzel | 33    | Per-Henrik Croona                                                 |
| 2003      | Norwegian International           | Herreneinzel | 1     | Per-Henrik Croona                                                 |
| 2004      | Czech International               | Herreneinzel | 1     | Per-Henrik Croona                                                 |
| 2007/2008 | Schweden: Einzelmeisterschaft     | Mixed        | 1     | Per-Henrik Croona / Johanna Persson (Karlskoga / GBK)             |

## Referenzen
- Per-Henrik Croona beim Badminton-Weltverband

| Personendaten    | Personendaten                 |
| ---------------- | ----------------------------- |
| NAME             | Croona, Per-Henrik            |
| KURZBESCHREIBUNG | schwedischer Badmintonspieler |
| GEBURTSDATUM     | 4. Juli 1977                  |